# Al Belletto
Al Belletto (New Orleans, 3 januari 1928 – Metairie, 27 december 2014) was een Amerikaanse jazzsaxofonist en -klarinettist.
Belletto studeerde aan Loyola University en Louisiana State University en speelde in New Orleans met onder meer Sharkey Bonano, Louis Prima, Wingy Manone en The Dukes of Dixieland. In de jaren vijftig kreeg hij een platencontract bij Capitol, waarvoor hij verschillende platen opnam. Zijn groep maakte deel uit van het orkest van Woody Herman toen deze bandleider toerde in Zuid-Amerika, eind jaren vijftig. Hij speelde dertien jaar met zijn kwartet in de New Orleans Playboy Club, waarvan hij ook de muzikaal directeur was. In 1974 speelde hij met zijn band vier maanden lang in de Prime Quest Supper Club. Ook was hij muzikaal directeur en manager van de bigband van Al Hirt. Hij speelde bij het National Orchestra of Guatemala, die hij ook dirigeerde. In de jaren negentig had hij een bigband, waarmee hij onder meer optrad in Christ Church Cathedral. 
Hij overleed op 86-jarige leeftijd.

## Discografie (selectie)
- An Introduction to Al Belletto, Capitol
- The Al Belletto Sextette, Capitol, 1955
- Half and Half, Capitol, 1956
- Whisper Not, Capitol, 1957
- Somebody Loves Me, Bethlehem Records
- The Big Sound, King Records
- Coach's Choice, ART, 1973
- Mulligan, Desmond, belletto, Scotti Brothers
- Live From Jazzfest
- Jazznocracy, Louisiana Red Hot, 1998

- International Standard Name Identifier: 0000 0000 3264 9294
- Library of Congress Control Number: n91089731
- MusicBrainz: 5bebf081-3881-46de-ae05-8b9f513d268b
- Virtual International Authority File: 13952959
- WorldCat: E39PBJht8TJKpR6Y3QHcDyJxDq